# Мельничук, Фёдор Иванович

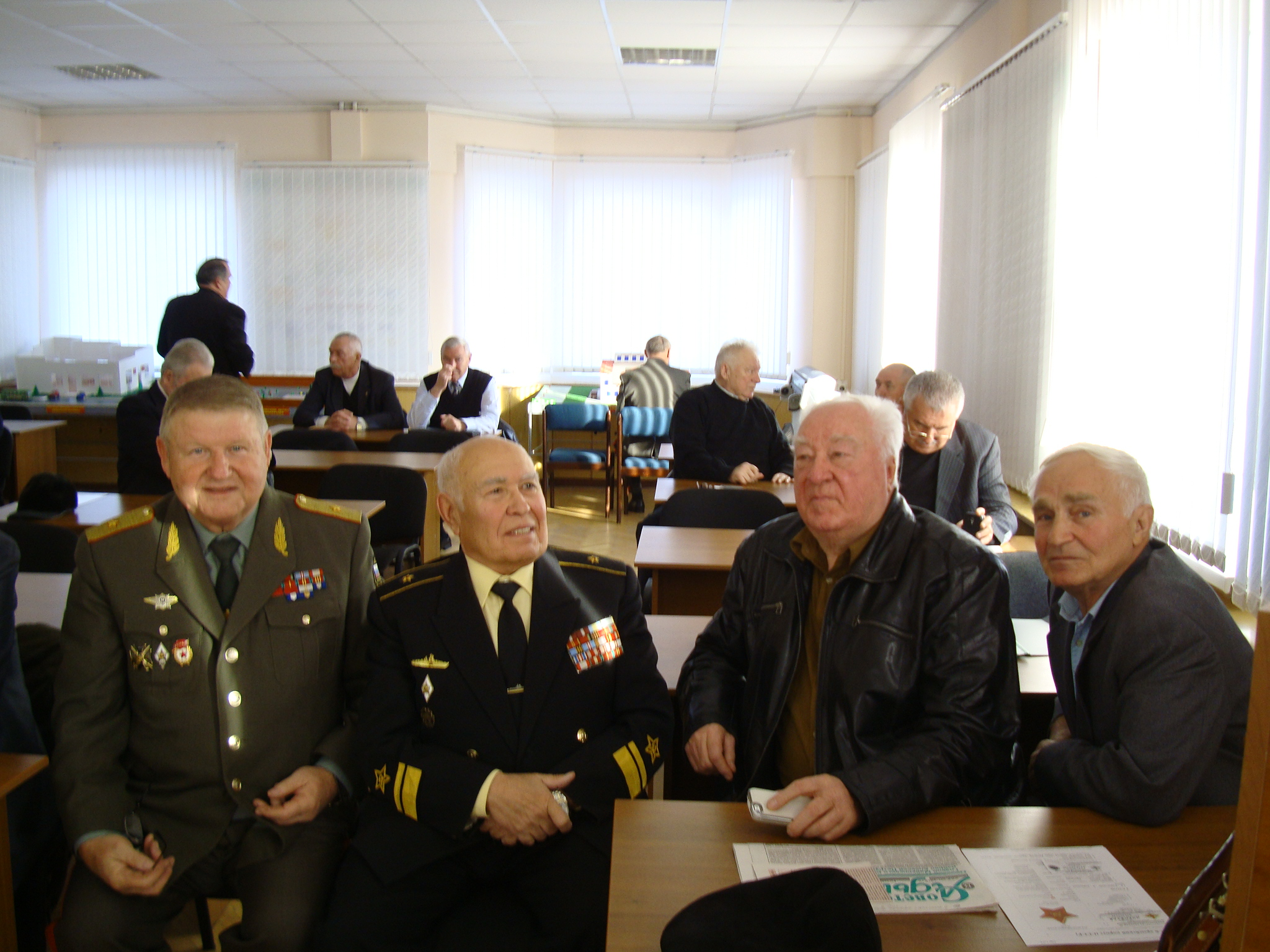
Инспектора генерал-майор Дорофеев А. А., контр-адмирал Тхагапсов М. М., генерал-лейтенанты Миргородский В. А. и Мельничук Ф. И. Краснодар 2013.

Фёдор Иванович Мельничук (6 апреля 1938 — 16 июня 2020) — советский и российский военачальник. Бывший первый заместитель командующего войсками Прибалтийского военного округа (1988—1991). Генерал-лейтенант.

## Биография
- Родился 6 апреля 1938 года в Ново-Крымском Крымского района Краснодарского края в семье колхозника.

### Образование
- 1962 — Одесское высшее общевойсковое командное училище
- 1971 — Военная академия бронетанковых войск имени Маршала Советского Союза Р. Я. Малиновского
- 1983 — Военная академия Генерального штаба ВС СССР имени К. Е. Ворошилова

### На воинской службе
В Советской Армии с 30 октября 1957 г.
Службу прошёл на должностях:
1962 — 1965 гг. — командир учебного взвода (г. Николаев);
1965 — 1968 гг. — командир учебной роты (г. Николаев).
1968 — 1971 гг. — слушатель Военной академии им. Фрунзе.
1971 — 1972 гг. — командир отдельного мотострелкового батальона (г. Борисов).
1972 — 1973 гг. — начальник штаба — заместитель командира полка (г. Борисов).
1973 — 1975 гг. — командир полка (пос. Заслоново).
1975 — 1976 гг. — начальник штаба — заместитель командира дивизии (г. Полоцк).

### На высших должностях
1976 — 1978 гг. — командир дивизии (г. Комсомольск-на-Амуре).
1978 — 1981 гг. — командир 18-й пулемётно-артиллерийской дивизии (Курильские острова).
1981 — 1983 гг. — слушатель Военной академии Генерального штаба ВС СССР. (золотая медаль)
1983 — 1986 гг. — начальник штаба — первый заместитель командующего 3-й армией (г. Магдебург).
1986 — 1988 гг. — командующий 11-й гвардейской армией (г. Калининград).
1988 — 1991 гг. — первый заместитель командующего войсками Прибалтийского военного округа (г. Рига).
1991 — 1994 гг. — первый заместитель командующего войсками Северо-Западной группы войск.
В 1991 году вёл переговоры с латвийскими властями у Рижской телебашни.

### В отставке
1994 — 1998 гг. — председатель смешанной Российско-Латвийской комиссии по решению конфликтных вопросов после вывода войск (г. Рига).
С 2012 года инспектор Группы инспекторов Объединённого стратегического командования Южного военного округа Министерства обороны Российской Федерации.
Жил и работал в городе Краснодар. Трагически погиб в автокатастрофе 16 июня 2020 года. Похоронен в Краснодаре на Славянском кладбище.

## Знаки отличия
- Орден Красной Звезды
- Орден «За службу Родине в Вооружённых Силах СССР» 2 степени
- Орден «За службу Родине в Вооружённых Силах СССР» 3 степени
- Медаль «В ознаменование 100-летия со дня рождения Владимира Ильича Ленина»
- Юбилейная медаль «Двадцать лет Победы в Великой Отечественной войне 1941—1945 гг.»
- Медаль «Ветеран Вооружённых Сил СССР»
- Юбилейная медаль «50 лет Вооружённых Сил СССР»
- Юбилейная медаль «60 лет Вооружённых Сил СССР»[3]
- Юбилейная медаль «70 лет Вооружённых Сил СССР»[4]
- Медаль «За безупречную службу» I степени
- Медаль «За безупречную службу» II степени
- Медаль «За безупречную службу» III степени
- Медаль «За ратную доблесть» и др.

- Иностранные награды.